# Perstorps socken
Perstorps socken i Skåne ingick i Norra Åsbo härad och området ingår sedan 1971 i Perstorps kommun, från 2016 inom Perstorps distrikt.
Socknens areal är 53,32 kvadratkilometer varav 50,52 land. År 1951 fanns här 3 315 invånare. Tätorten Perstorp med sockenkyrkan Perstorps kyrka ligger i socknen.

## Administrativ historik
Socknen har medeltida ursprung.
Vid kommunreformen 1862 övergick socknens ansvar för de kyrkliga frågorna till Perstorps församling och för de borgerliga frågorna bildades Perstorps landskommun. Landskommunen ombildades 1947 till Perstorps köping som utökades 1952 och ombildades 1971 till Perstorps kommun. Församlingen införlivade 1971 Oderljunga församling
1 januari 2016 inrättades distriktet Perstorp, med samma omfattning som Perstorps församling hade 1999/2000 och fick 1971, och vari detta sockenområde ingår.
Socknen har tillhört län, fögderier, tingslag och domsagor enligt vad som beskrivs i artikeln Norra Åsbo härad. De indelta soldaterna tillhörde Norra skånska infanteriregementet, Norra Åsbo kompani och Skånska husarregementet, Kollaberga skvadron, Överstelöjtnantens kompani.

## Geografi
Perstorps socken ligger väster om Hässleholm. Socknen är en småkuperad skogsbygd med inslag av odlingsbygd.

## Fornlämningar
Från bronsåldern finns ett gravröse.

## Namnet
Namnet skrevs 1504 Pätherstorp och kommer från kyrkbyn. Efterleden är torp, 'nybygge'. Förleden är mansnamnet Per..